# Narcisse (rappeur)
Pour les articles homonymes, voir Narcisse.
Ne pas confondre avec le rappeur Nakk
Narcisse Scor16, de son nom complet Narcisse Dagbeto, est un Artiste Rappeur Pédagogue né à Ouidah, au Bénin, c'est un ex membre du groupe Le Cercle vicieux  de La Cliqua, qui aujourd'hui est en Solo.
Il se fait initialement connaître au sein du groupe Le Cercle vicieux par le biais du titre "Le vrai hip-hop", produit par le label Arsenal Records de La Cliqua et  Barclay Universal Music. Cet album compile les hits des artistes comme Rocca, Daddy Lord C, Kohndo, Aarafat (ancien Egosyst), Raphael. Narcisse Scor16 est donc issu d'une sphère de rappeur très technique réunissant entre autres des MC's tel que   Booba Ali du groupe Lunatic. LIM…
Narcisse Scor16 confirme son statut de rappeur en signant un album éponyme avec son titre phare "Et Si J'étais toi" chez le label Menace Records, côtoyant et partageant tantôt le micro avec des artistes tels qu' Alibi Montana, Kohndo, et bien d'autres, il impose un style propre, un rap à l’écriture philosophique avec des thématiques basées sur la recherche et connaissance de soi sur terre, la ville et dans le RAP GAME.  
Après plusieurs freestyles sur des mixtapes, c’est lors d'une interview sur Générations 88.2 que les auditeurs découvrent le personnage, sa plume, son parlé et sa vision humaniste, toujours prêt à faire la passe. Il a ainsi coanimé un talk-show appelé Générations 2000 pendant un an sur Générations 88.2.  
Adepte des arts martiaux chinois et à la philosophie shaolin, il allie philosophie de vie et rap de terrain en allant animer des ateliers et temps forts dans les quartiers de Montfermeil, Bondy, Nanterre, Colombes, et des interventions ainsi que concerts pour les incarcérés dans les centres pénitenciers.  
Il met sa vie professionnelle au service de la jeunesse tout en poursuivant ses expériences artistiques en faisant voyager son style rap à travers, l'électro House puis le rock. Ce qui lui permet de remporter le prix Sacem Charles Trénet à Narbonne, et collaborer avec des artistes populaires de la Pop Musique. 
Narcisse Scor16 devient un rappeur de terrain en refusant Interview, Signature en Major.

## Biographie

### Jeunesse et débuts
Narcisse Dagbeto né à Ouidah au Bénin d'un père fon et d'une mère mina. Il passe ses dix premières années sur les terres rouges de Ouidah où il étudie, et forge son caractère de débrouillard. Issu d'un milieu rural, il grandit entre culture et rite traditionnel vaudou. Il se distingue vite de par sa créativité, sa maturité précoce et sa curiosité. Il quitte terre natale et famille et embarque pour la France. Fils d'une jeune béninoise institutrice devenu assistante maternelle engagée dans l'humanitaire, il poursuit son adolescence aux côtés d'autres jeunes issus de l'immigration.  
Le rappeur Egosyst, du groupe Coup d'État Phonique, de La Cliqua se retrouvant sur les mêmes bancs de classe que Narcisse, reconnaît le talent du rappeur et lui propose d’intégrer un projet de groupe appelé Clan Juvénile, avec le MC Raphael aka Frenetik, tous les MC’s du groupe se retrouvaient dans un QG au Val d’Or à Suresnes, Les briques rouges. Après des premières parties et un concert inoubliable en Allemagne  St Mainz. Le groupe se fait appeler alors Le Cercle vicieux et Narcisse devient Narcisse Scor16 — constitué de Bazooka, H double L, Guevarah, Kalodjero, Castro — et devient le groupe affilié à La Cliqua. Ils enregistrent en 1996 le titre principal de la compilation Le vrai hip-hop, qui sort chez Barclay Universal Music et produit par le label Arsenal Records.

### Carrière solo
Après s'être fait remarquer au sein du crew Le Cercle vicieux et collaboré avec les membres du groupe La Cliqua. S’enchainent alors des demandes de radios pour des Freestyle et nombreuses compilations. Après la rencontre avec Egosyst et du comique Smaïn, Le Cercle vicieux a l’occasion de faire son premier show télé live sur la chaîne MCM avec le remix du titre Le vrai hip-hop.
Narcisse enchaîne les featurings et se démarque avec Repose en paix avec le nouveau groupe de Egosyst parti de la Cliqua et formant « IMS » avec lequel il publie l'album La Bible du soldat. Narcisse Scor16 compose le titre Repose en paix pour IMS. Narcisse multiplie les apparitions sur les mixtapes. Puis il participe au premier volet du classique Sachons dire non avec Monsieur R, Diam's, Cercle Vicieux et d'autres incontournables rappeurs tels que Assassin, Faf La Rage, et Cut Killer.
Pour marquer un arrêt dans la musique, il autoproduit un EP six titres intitulé Stop marquant son éloignement de l’atmosphère conflictuel des activistes du hip-hop français. 
Après cet EP, Narcisse décide de se consacrer à la création d'un groupe hip-hop-rock, Narcixxx en réunissant des musiciens autour de ses thématiques rap engagé et de son chant atypique. Avec ce groupe, il emmène le rap vers des scènes plus live et acoustiques. Avec ce groupe, il obtient le prix Sacem, assure des premières parties à l'Olympia et collabore avec des artistes d'autres univers musicaux tels que Gérard Blanc, choriste pour France Gall lors de sa tournée à Bercy. Il collabore avec Paul Loup Sulitzer pour une chanson intitulée PLSychothéRAPie . Un projet dont le rappeur refusa la diffusion pour non compréhension de son univers artistique et refus d'un clip en image de synthèse sans sa validation.
Narcisse Scor16 publie en automne 2012, Les colères d'Adam, une websérie classée sans suite, rappelant l'univers du rap, à l'image de ce qui allait de venir "Validé"
Fin 2018, il publie l'album à durée de vie déterminé, L'Argent du Cœur sous son vrai nom Narcisse Dagbeto. Album streaming collector mis à disposition pendant 1 an.
En 2021, NARCISSE SCOR16, se positionne en tant qu'artiste pédagogue en sortant l'ALBUM Les LARMES distribuer par Believe et Guerilla Prod, un album visant à sensibiliser à la violence grandissante.
Fort de ses expériences d'MC, d'activiste et de son bagage professionnel d'éducateur populaire de la jeunesse et d'accompagnateur socioculturel, il poursuit sa transmission en faisant découvrir mois après mois des collaborations de plus en plus marquant et toujours aussi en décalage de ce qui se propose dans le RAP GAME.
En 2022, sortie du projet commun avec le rappeur FOSSOYEUR intitulé MSFP.

## Activités annexes
Narcisse Scor16, aussi d'être auteur-compositeur-interprète, mène des projets artistiques et socioculturels partout en France avec une pédagogie de terrain, adaptée au public des quartiers sensibles, des centres pénitenciers, mais aussi auprès des institutions éducatives, des ACM, Maisons de jeunesse avec une attention particulière pour le public porteur de handicap. Il a été animateur de radio tout comme Kery James Sefyu et bien d'autres MCs, entre Nanterre, Colombes, Sartrouville, Trappes, Vauréal, Limoges, Pont-Sainte-Maxence (en Picardie), Bondy, Maison d'arrêt de Fleury-Mérogis en menant des ateliers culturels et donnant des conférences et concerts.  
Après être mis à l'honneur dans le livre-photo LE VISAGE DU RAP, il assure la préface de la tome 2 du livre Une brève histoire du RAP.   